# Commissario europeo per gli affari economici e monetari
Il commissario europeo per gli affari economici e monetari è un membro della Commissione europea responsabile per l'Unione degli affari finanziari e monetari, spesso combinati con altri simili incarichi. La carica è attualmente ricoperta dal lettone Valdis Dombrovskis.

## Competenze
Questa posizione ha una grande importanza, dovuta all'impatto che l'Unione europea ha sul mondo dell'economia. Il Commissario è anche l'interlocutore naturale della Banca centrale europea.
È tuttavia fondamentale considerare che non è l'unico incarico del settore, dato che si occupano di questioni economiche anche i commissari europei alle imprese ed all'industria, al mercato interno ed ai servizi, alla concorrenza, al commercio, alla fiscalità ed all'unione doganale, alla programmazione finanziaria ed al bilancio, all'energia e alla politica dei consumatori.
Al Commissario per gli affari economici e monetari fa capo la Direzione Generale per gli affari economici e finanziari.

### Modifiche
Sono state proposte idee da politici quali ad esempio Ségolène Royal i quali vorrebbero un governo economico per la zona euro; all'inizio della Commissione Barroso, la Germania proponeva un "super-Commissario" economico, la quale sembrava essere una soluzione possibile. Tuttavia l'idea venne abbandonata, anche se si decise di rafforzare i poteri del Commissario europeo per l'industria e l'imprenditoria.

## Elenco
|    | Commissario                 | Nazionalità    | Commissione                                               | Mandato                   | Incarico                                                 |
| -- | --------------------------- | -------------- | --------------------------------------------------------- | ------------------------- | -------------------------------------------------------- |
| 1  | Robert Marjolin             | Francia        | Commissione Hallstein I Commissione Hallstein II          | 1958 - 1962 - 1967        | Affari Economici e Monetari                              |
| 2  | Raymond Barre               | Francia        | Commissione Rey Commissione Malfatti Commissione Mansholt | 1967 - 1970 - 1972 - 1973 | Affari Economici e Monetari                              |
| 3  | Wilhelm Haferkamp           | Germania Ovest | Commissione Ortoli                                        | 1973 - 1977               | Affari Economici e Monetari, Credito ed Investimenti     |
| 4  | François-Xavier Ortoli      | Francia        | Commissione Jenkins Commissione Thorn                     | 1977 - 1981 - 1985        | Affari Economici e Monetari, Credito ed Investimenti     |
| 5  | Alois Pfeiffer              | Germania Ovest | Commissione Delors I                                      | 1985 - 1987               | Affari Economici e Monetari, Credito ed Investimenti     |
| 6  | Peter Schmidhuber           | Germania Ovest | Commissione Delors I                                      | 1987 - 1989               | Affari Economici e Monetari, Credito ed Investimenti     |
| 7  | Henning Christophersen      | Danimarca      | Commissione Delors II Commissione Delors III              | 1989 - 1995               | Affari Economici e Monetari, Credito ed Investimenti     |
| 8  | Yves-Thibault de Silguy     | Francia        | Commissione Santer Commissione Marín                      | 1995 - 1999               | Affari Economici e Monetari                              |
| 9  | Pedro Solbes                | Spagna         | Commissione Prodi                                         | 1999 - 2004               | Affari Economici e Monetari                              |
| 10 | Joaquín Almunia Siim Kallas | Spagna Estonia | Commissione Prodi                                         | 2004                      | Affari Economici e Monetari                              |
| 11 | Joaquín Almunia             | Spagna         | Commissione Barroso I                                     | 2004 - 2010               | Affari Economici e Monetari                              |
| 12 | Olli Rehn                   | Finlandia      | Commissione Barroso II                                    | 2010 - 2014               | Affari Economici e Monetari                              |
| 13 | Siim Kallas ad interim      | Estonia        | Commissione Barroso II                                    | 2014                      | Affari Economici e Monetari                              |
| 14 | Jyrki Katainen              | Finlandia      | Commissione Barroso II                                    | 2014                      | Affari Economici e Monetari                              |
| 15 | Pierre Moscovici            | Francia        | Commissione Juncker                                       | 2014 - 2019               | Affari Economici e Monetari, Fiscalità e Unione Doganale |
| 16 | Paolo Gentiloni             | Italia         | Commissione von der Leyen I                               | 2019 - 2024               | Economia                                                 |
| 17 | Valdis Dombrovskis          | Lettonia       | Commissione von der Leyen II                              | 2024- in carica           | Economia, Produttività, Attuazione e Semplificazione     |